# Liga da Rainha Luísa

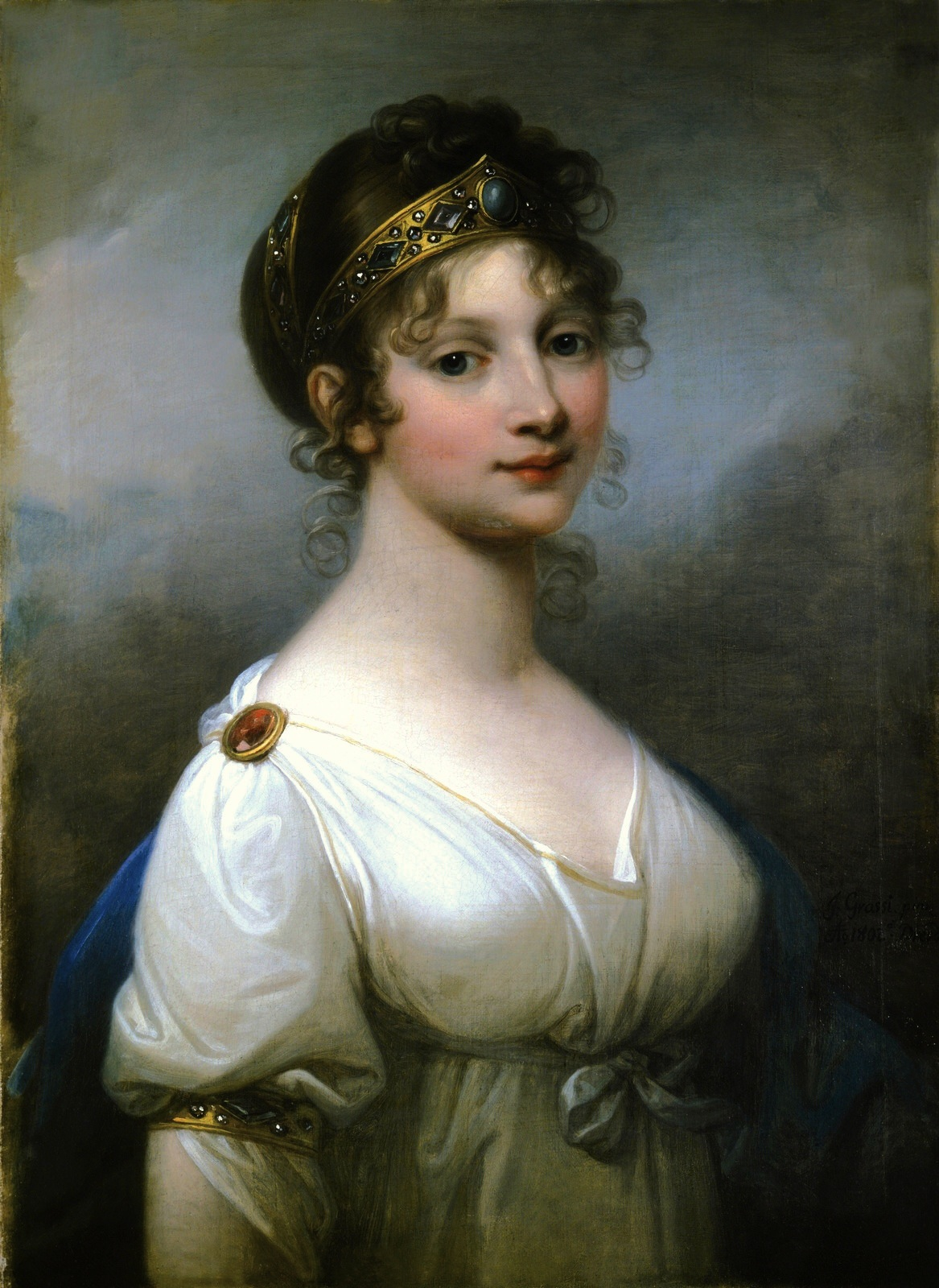
Rainha Luísa da Prússia

A "Liga da Rainha Luísa" (Königin-Luise-Bund, em alemão) foi uma organização pró-monárquica alemã criada em 1923 durante a República de Weimar e durou até aos primeiros anos do Terceiro Reich. Esta organização foi inspirada pela figura da rainha Luísa da Prússia, uma das rainhas mais veneradas da história alemã. A organização também possuía um ramo para crianças chamado Kinderkreis (Círculo das Crianças).
A organização tinha uma vertente de culto em volta da veneração da antiga rainha prussiana como um modelo a seguir por todas as mulheres alemãs. Luísa tornou-se uma figura idealizada pelas suas qualidades femininas, a sua determinação e o seu amor pelo país, bem como pela sua beleza e pelo facto de Napoleão Bonaparte, representado como o "inimigo de tudo o que é alemão", a odiar. Os ideais da organização foram reproduzidos numa brochura intitulada "ABC für unsere Arbeit" (ABC do nosso trabalho) que todos os membros tinham de saber de cor. Tal como muitas outras organizações nacionalistas da época, a Liga da Rainha Luísa era muito estruturada e tinha ramos por toda a Alemanha.